# Melampodia
Melampodia (en grec antic: Μελαμποδία) és un poema èpic i màntic grec perdut en la seva major part, que va ser atribuït a Hesíode des de l'antiguitat.
El que és segur que és un poemari protagonitzat per endevins. El seu títol prové del nom del gran oracle Melamp, però va d'haver inclòs els mites que fan referència a altres endevins com Tirèsias, Calcant, Mopsos i Amfíloc, i això fa suposar que l'obra consistia en almenys tres llibres.